# Manoir de La Pommeraye (Berville-sur-Mer)
Ne doit pas être confondu avec Château de La Pommeraye.
Le manoir de la Pommeraye , situé dans la commune de Berville-sur-Mer et limitrophe de la commune de Fatouville-Grestain (Eure), est un bâtiment du XXe siècle construit dans le style néo-normand par l'architecte Henri Jacquelin. Le manoir est inscrit à l'inventaire général du patrimoine culturel. 

## Localisation
Le manoir de La Pommeraye se situe dans la commune de Berville-sur-Mer, dans le nord-ouest du département de l'Eure, au sein de la région naturelle du Lieuvin. Il se trouve à l'écart du bourg, au cœur de la vallée de la Vilaine, sur les bords de la départementale 312 qui relie Honfleur à Toutainville près de Pont-Audemer. Dominé à l'est par le Mont-Courel, l'édifice s'élève à proximité de l'abbaye de Grestain localisée sur le territoire de la commune voisine.

## Histoire
En 1345, Simon Houël acquiert le fief de La Pommeraye, à Berville. Il demeure dans la famille pendant près de quatre siècles .
En 1718, « Charles Grandin, prêtre, assesseur au bailliage, fait saisir sur Philippe de Houël, écuyer, sieur de Berville, pour le paiement de ses crédits, les héritages en roture qui lui appartenaient, parmi lesquels une masure avec bâtiment à usage de demeure, grange, pressoir, écurie, colombier. C'était probablement le manoir de la Pommeraye. ».
La Pommeraye, du fait de l'extinction de la branche familiale par suite de son émigration à la Révolution, passa vers 1800 entre les mains de Claude Masson de Saint-Amand, un des premiers préfets de l'Eure, fut le lieu de séjour de son fils Armand Narcisse Masson de Saint-Amand qui en fit la description dans les  Lettres d’un voyageur à l’embouchure de la Seine Paris, Guibert, 1824 .
Le domaine appartint ensuite à la famille Poupart qui, selon la plume de Charpillon, fit de la Pommeraye « une demeure charmante ».
La chapelle Saint-Thomas est adjointe au domaine.

## Architecture
« Le manoir de La Pommeraye a été restauré – sinon reconstruit au XXe siècle dans le goût « pittoresque » par l’architecte Henri Jacquelin ».